# 戴雪
艾博·文·戴雪（英語：Albert Venn Dicey），KC，BFA（英語： 1835年2月4日—1922年4月7日），英国法學家和憲法學者，並以著作《憲法學導論》而聞名於世。該書闡述的原則被視為英國的不成文憲法。他當上了牛津大学的英格蘭法律凡納教授，他亦是當代的一位杰出的憲法學者。雖然「法治」可追溯自17世紀，但卻是戴雪將其普及化。

## 生平
戴雪於1863年在內殿被認許為大律師，於1865年加入牙買加委員會，及後於1882年被受予牛津大学英格蘭法律凡納教席。在他的首項重要著作《憲法學導論》中，戴雪概述了他最的著名國會主權學說。他主張英國國會是個擁有絕對主權的立法机关，並有權制定或廢除任何法律。他在書中把「憲制性法律」界定為「直接或間接影響主權行使或分配的法規」。他了解到英國臣民所享有的自由是有賴國會主權、司法獨立、以及普通法的優越。於1890年，戴雪獲委任為御用大律師。
及後，他離開牛津大學到倫敦政治經濟學院就任第一批法律教授，並於1896年出版了《关于冲突法的英格兰法汇编》。